# Piazza Sant'Agostino
Piazza Sant'Agostino è una piazza di Roma, nei pressi di piazza Navona, che prende il nome dalla chiesa che vi si affaccia. È di epoca rinascimentale.

## Monumenti e luoghi d'interesse
- Basilica di Sant'Agostino in Campo Marzio
- Biblioteca Angelica